# Hani Naser
Hani Naser ( arabă هاني ناصر   ) a fost un muzician iordanian - american. S-a specializat în oud și în instrumentele de percuție, în special tobe goblet și djembe.
Naser a fost considerat de critici un maestru în domeniul său;  Randy Lewis din Los Angeles Times l-a numit „Veritable Hand Drum Wizard”. A cântat și a înregistrat alături de mai mulți muzicieni de seamă, printre care Nicky Hopkins, Jackson Browne, Bonnie Raitt, Ry Cooder, Jim Keltner, Steve Miller, Los Lobos, Violent Femmes, Don Henley, Hamza El Din, Kazu Matsui, Jennifer Warnes, David Broza, Paco de Lucía, Santana, Brian Ritchie, Tony Trischka, Leftover Salmon, Quick Silver Messenger Service, John Hiatt, Warren Zevon, Ruben Blades, Lou Reed, The Blind Boys of Alabama, 7 Walkers ( Bill Kreutzmann, Papa Mali, George Porter Jr., Matt Hubbard ) și David Lindley .
Naser s-a născut în Iordania, în comunitatea montană Ermameen, unde bunicul său era poetul satului.  Familia sa era formată din creștini din Nazaret, după ce s-au convertit din iudaism cu multe secole înainte. Când Naser avea șapte luni, familia acestuia s-a mutat în statul New York, Westchester, unde a fost crescut.  S-a întors ocazional în Iordania; Naser și-a amintit că bunicul său „măcina și prăjea cafeaua, jucând ritmuri, cântând și cântând, sătenii veneau și ei și recitau poezie. A fost uimitor. " 
Naser a cântat la instrumente de percuție arabe încă din copilărie și a primit cadou un oud la vârsta de șapte ani. A cântat la oud și la diverse tobe fără să ia lecții. El a fost într-o trupă de rock and roll în anii 1960, în adolescență, trupa câștigând un concurs pentru a juca în mod regulat la House of Liverpool din Yonkers, unde au susținut și acțiuni muzicale din Marea Britanie care au ajuns fără o trupă completă. Naser a spus: „Am făcut-o o vară întreagă, experiența unei vieți”. 
Naser s-a cufundat în viața de noapte din Manhattan luând trenul pentru a-i auzi pe Bob Dylan și Joan Baez în atmosfera beatnik din anii 1960 și a auzit jazz-ul afro-cubanez și muzica latină dezvoltându-se în partea de jos a East Side.  S-a mutat în California pentru facultate și s-a alăturat forțelor aeriene americane. 
Naser a pășit pe scena muzicală din Los Angeles impresionând cântăreața libaneză Samira Tewfik cu stilul său ritmic neobișnuit, în iulie 1970, când făcea probe de muzică pentru o apariție în Pasadena, California . 
Naser a colaborat cu multi-instrumentistul David Lindley la începutul anilor '90. Au produs două albume „bootleg oficiale”, Live in Tokyo Playing Real Good și Live All over the Place Playing Even Better, lansate pe propria etichetă Pleemhead de la Lindley.  Paul Harrar de la The Union a numit duoul „Una dintre cele mai bune jam sesiuni din industria muzicală”. Albumul lor Live in Tokyo a fost ales de revista Guitar Player ca unul dintre primele 100 de albume din ultimul deceniu.
Naser a fost prezentat pe albumul A Wish al lui Hamza El Din, care a ocupat topul clasamentelor World Music. Recent a călătorit în Orientul Mijlociu,devastat de război, cu cântărețul și compozitorul israelian David Broza pentru a promova pacea prin muzică, o misiune foarte aproape de inima lui Hani. Au fost invitați de guvernele israelian și iordanian să concerteze în timpul semnării păcii între cele două țări.
De asemenea, Hani a condus ateliere intensive intitulate „Puterile vindecătoare ale ritmului și muzicii” la Institutul Esalen și în alte locuri și a format o formație cu Walfredo Reyes Jr., Armand Sabal-Lecco și Craig Eastman.
Chitaristul Gayle Ellett de la Djam Karet a anunțat pe Facebook pe 18 noiembrie 2020 că „marele său prieten Hani Naser a murit săptămâna aceasta”.  Ellet a participat de multe ori la formația de 10 piese a lui Naser, care cânta muzică arabă contemporană și muzică mondială.
 
- Site-ul oficial Hani Naser Arhivat în 6 decembrie 2021, la Wayback Machine.
- Pagina Hani Naser Arhivat în 28 iulie 2012, la Wayback Machine. de pe site-ul ARTISTdirect
- Fragment de percuție din sesiunea de înregistrare din august 2020

1. ↑  „HANI'S BIOGRAPHY”. haninaser.com. Arhivat din original la 25 mai 2021. Accesat în 12 octombrie 2010.
2. ↑  „Acoustic Guitar Master Toulouse Engelhardt New CD "Perpendicular Worlds" Due June 8”. guitarinternational.com. 29 aprilie 2010. Arhivat din original la 24 noiembrie 2010. Accesat în 12 octombrie 2010.
3. ↑  „Los Lobos heads outdoors for concert”. Santa Maria Times⁠(d). 10 septembrie 1993. p. B-8.
4. 1 2  Spence, Rebecca (30 iunie 2013). „Jordanian-born oud player plants seeds of peace”. Times of Israel⁠(d). Accesat în 22 noiembrie 2020.
5. 1 2 3 4  Hawkins, Si (17 mai 2016). „Oud and percussion virtuoso Hani Naser brings his magic to Dubai”. The National News: Arts & Culture. Accesat în 22 noiembrie 2020.
6. ↑  Import, N. C. S. (21 ianuarie 2010), Two Nights, Two Guitars (în engleză), The Union, arhivat din original la 30 noiembrie 2020, accesat în 25 mai 2021
7. ↑  Ellet, Gayle (18 noiembrie 2020). „RIP Hani Naser”. Facebook. Accesat în 22 noiembrie 2020.